# BNP Paribas Open 2013
BNP Paribas Open 2013 byl společný tenisový turnaj mužského okruhu ATP World Tour a ženského okruhu WTA Tour, hraný v areálu Indian Wells Tennis Garden na otevřených dvorcích s tvrdým povrchem. Konal se mezi 4. až 17. březnem 2013 v kalifornském Indian Wells jako 38. ročník mužského a 25. ročník ženského turnaje.
Mužská polovina se po grandslamu řadila do druhé nejvyšší kategorie okruhu ATP World Tour Masters 1000 a její dotace činila 5 244 125 amerických dolarů. Ženská část měla rozpočet 5 185 625 dolarů a byla také součástí druhé nejvyšší úrovně okruhu WTA Premier Mandatory. Kalifornská událost představovala v těchto kategoriích úvodní turnaj sezóny.
Sestry Serena a Venus Williamsovy pokračovaly v bojkotu turnaje, který zahájily v sezóně 2002.

## Distribuce bodů a finančních odměn

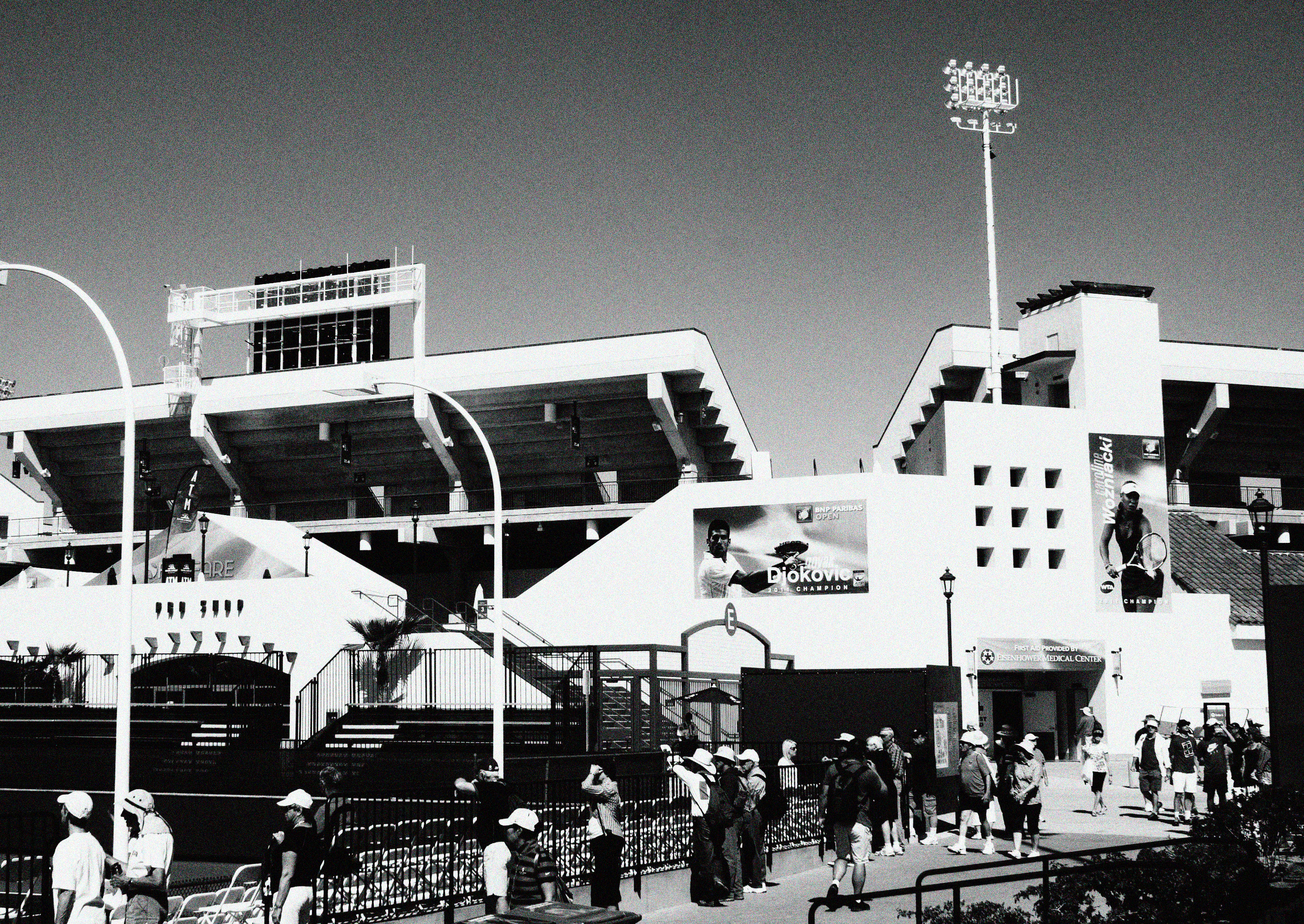
Areál během turnaje

### Distribuce bodů
| Soutěž       | Vítězové | F   | SF  | ČF  | 16 v kole | 32 v kole | 64 v kole | 128 v kole | Q  | Q2 | Q1 |
| ------------ | -------- | --- | --- | --- | --------- | --------- | --------- | ---------- | -- | -- | -- |
| dvouhra mužů | 1000     | 600 | 360 | 180 | 90        | 45        | 25        | 10         | 16 | 8  | 0  |
| čtyřhra mužů | 1000     | 600 | 360 | 180 | 90        | 45        | 0         |            |    |    |    |
| dvouhra žen  | 1000     | 700 | 450 | 250 | 140       | 80        | 50        | 5          | 30 | 20 | 1  |
| čtyřhra žen  | 1000     | 700 | 450 | 250 | 140       | 80        | 5         |            |    |    |    |

### Finanční odměny
| Soutěž         | Vítězové   | Finále   | Semifinále | Čtvrtfinále | 16 v kole | 32 v kole | 64 v kole | 128 v kole | Q2     | Q1     |
| -------------- | ---------- | -------- | ---------- | ----------- | --------- | --------- | --------- | ---------- | ------ | ------ |
| dvouhra mužů   | $1 000 000 | $500 000 | $225 000   | $104 000    | $52 000   | $26 000   | $16 000   | $11 000    | $2 515 | $1 285 |
| dvouhra žen    | $1 000 000 | $500 000 | $225 000   | $104 000    | $52 000   | $26 000   | $16 000   | $11 000    | $2 515 | $1 285 |
| čtyřhra mužů * | $245 000   | $125 492 | $63 220    | $32 220     | $16 993   | $9 102    | $0        |            |        |        |
| čtyřhra žen *  | $245 000   | $125 492 | $63 220    | $32 220     | $16 993   | $9 102    | $0        |            |        |        |

* na pár

## Dvouhra mužů

### Nasazení

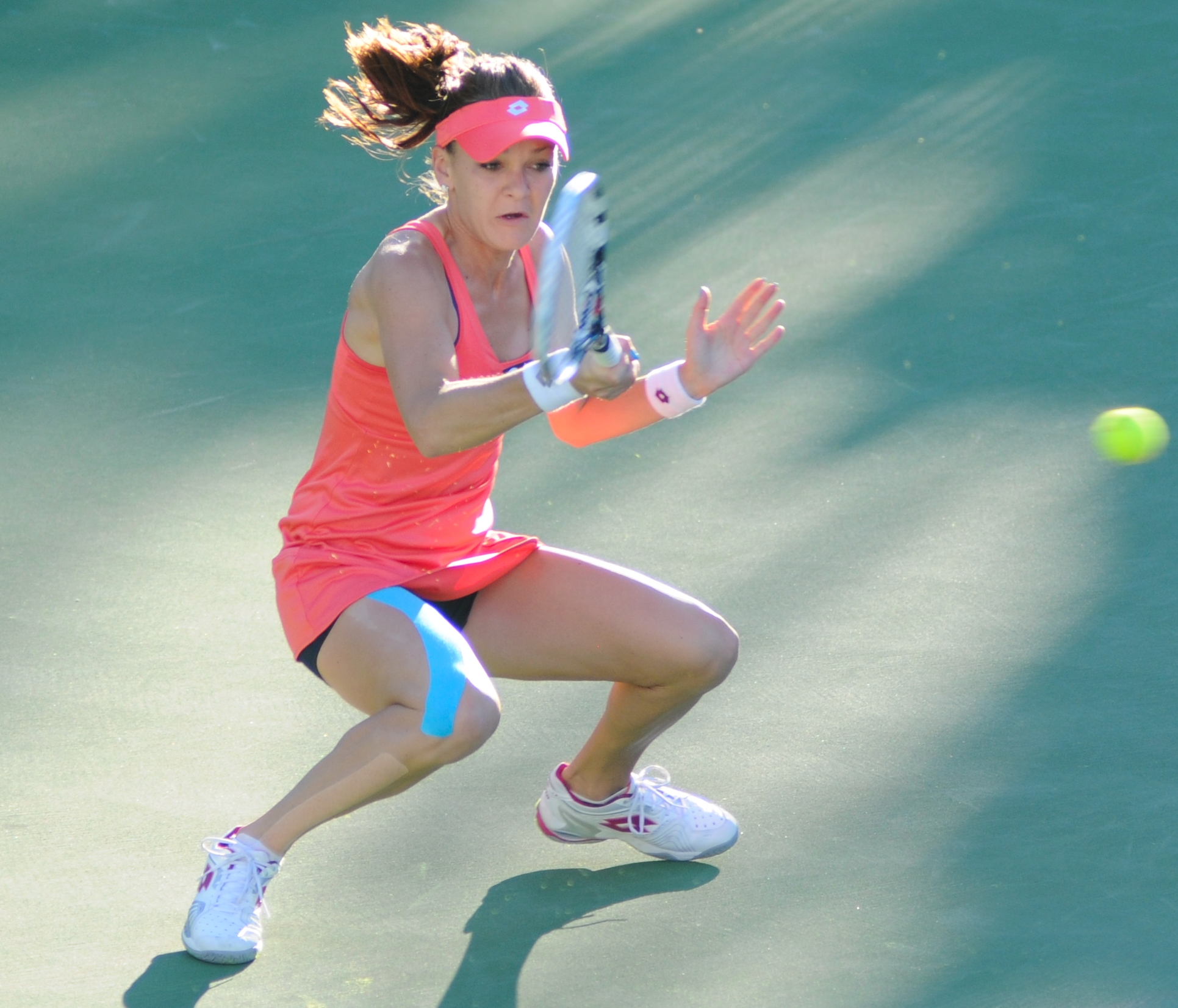
Agnieszka Radwańská

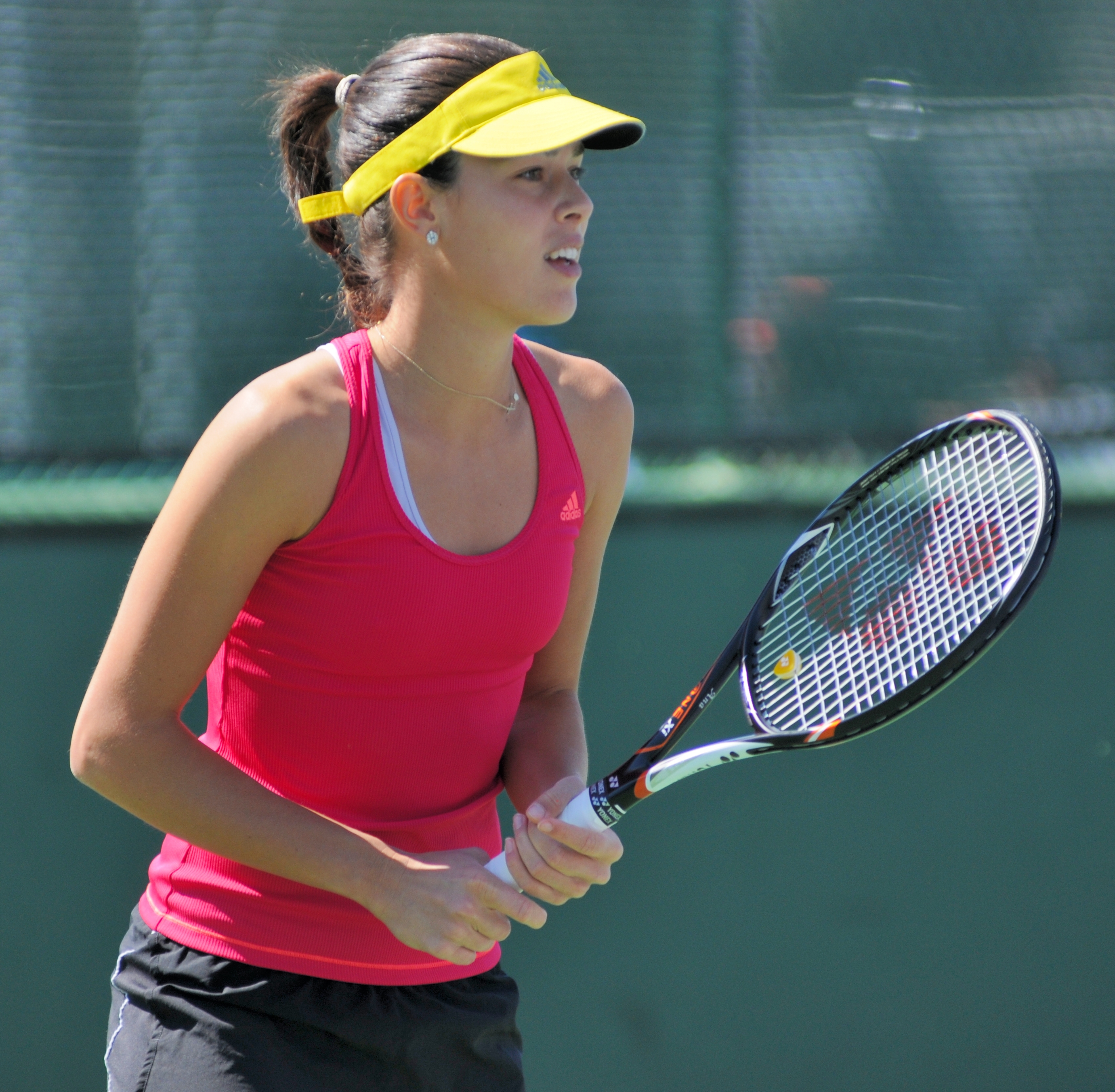
Ana Ivanovićová

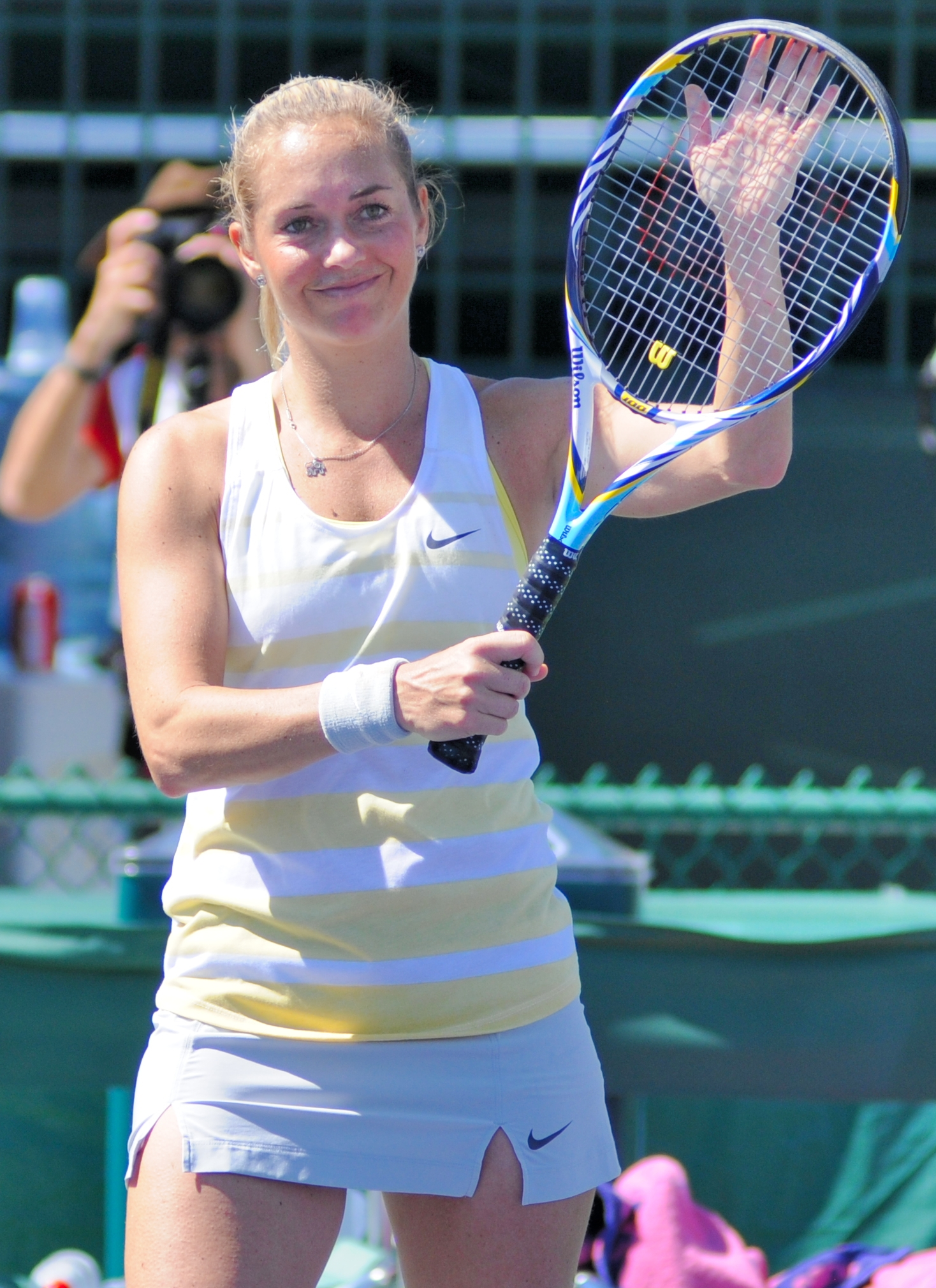
Klara Zakopalová

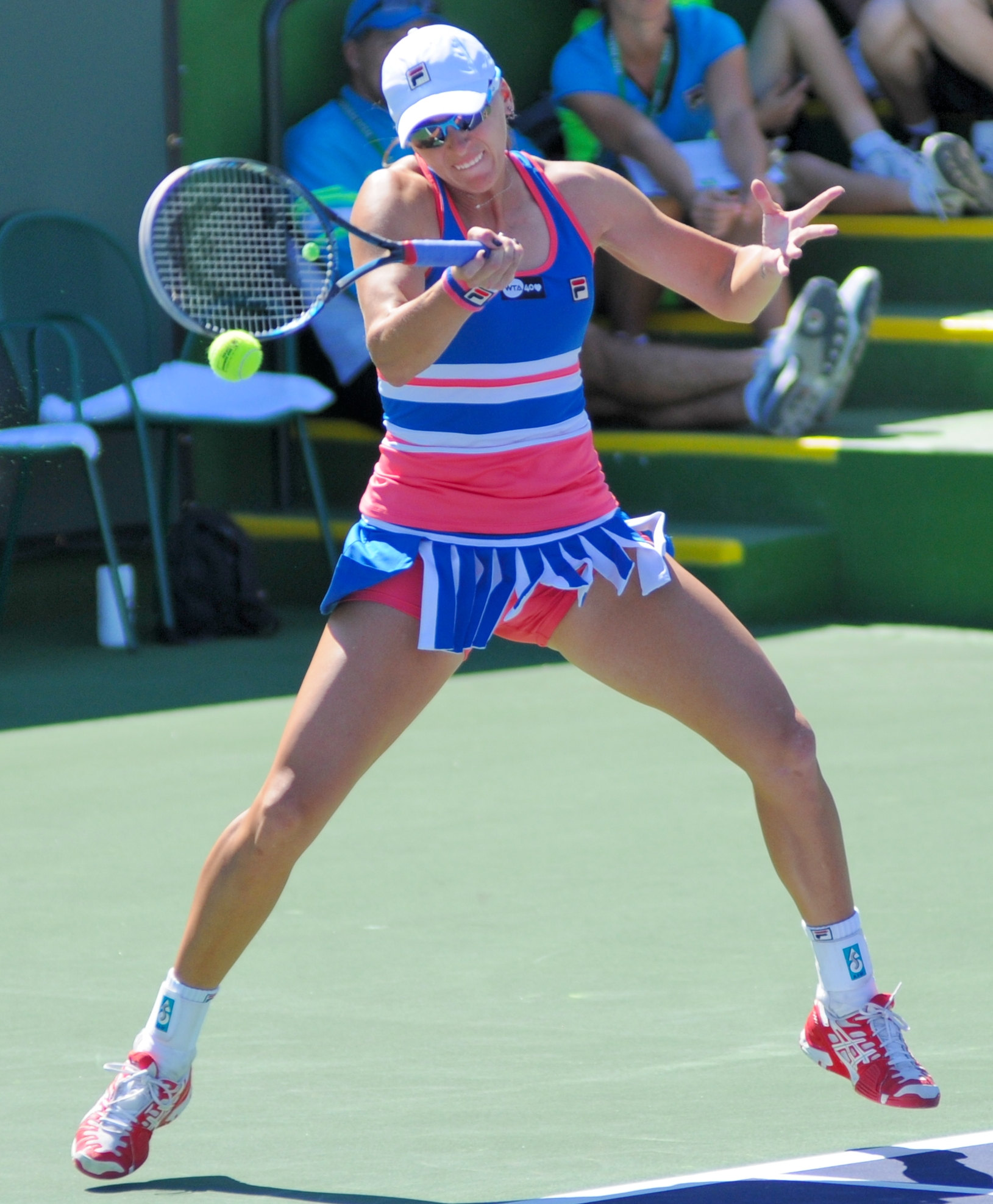
Jaroslava Švedovová

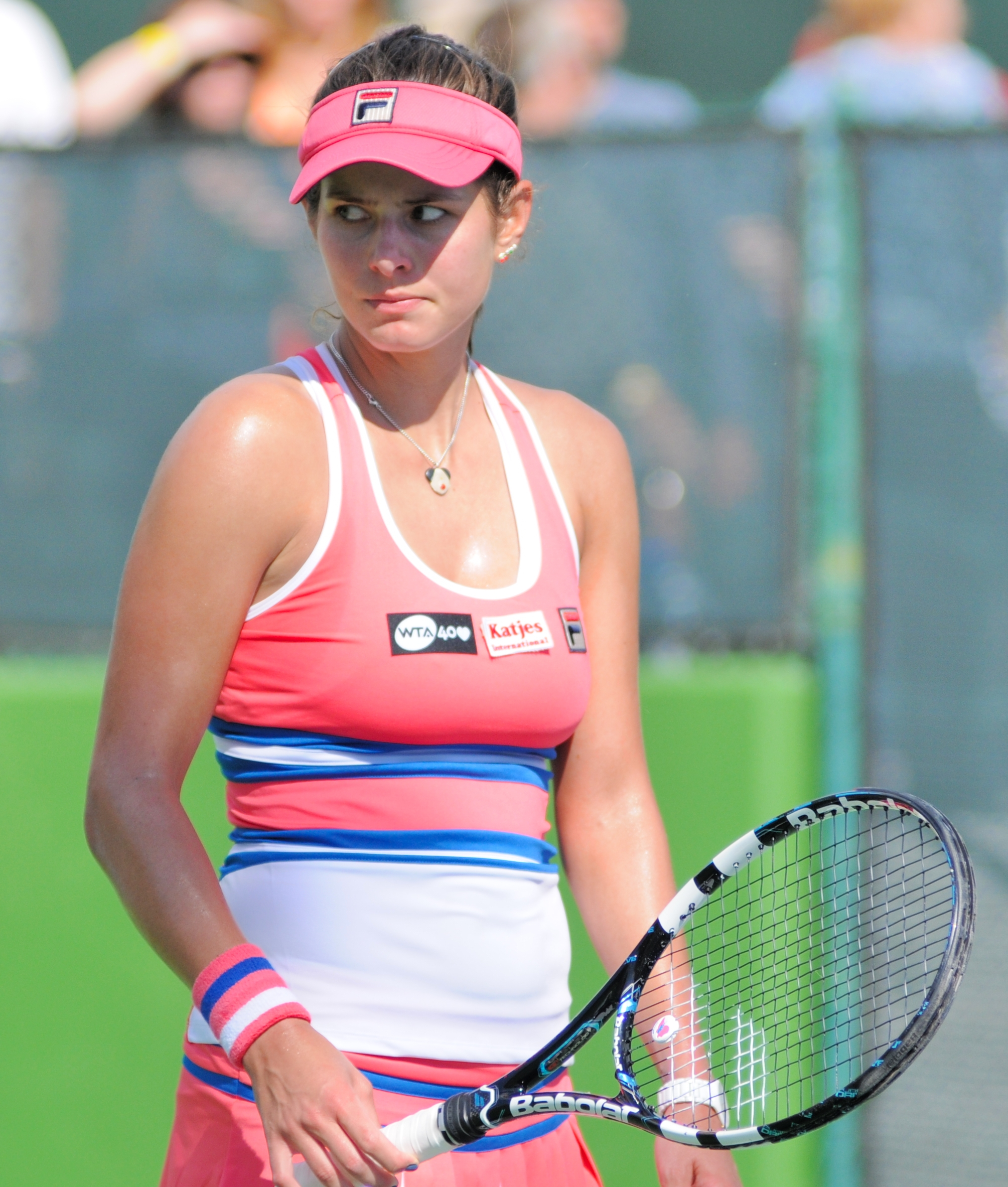
Julia Görgesová

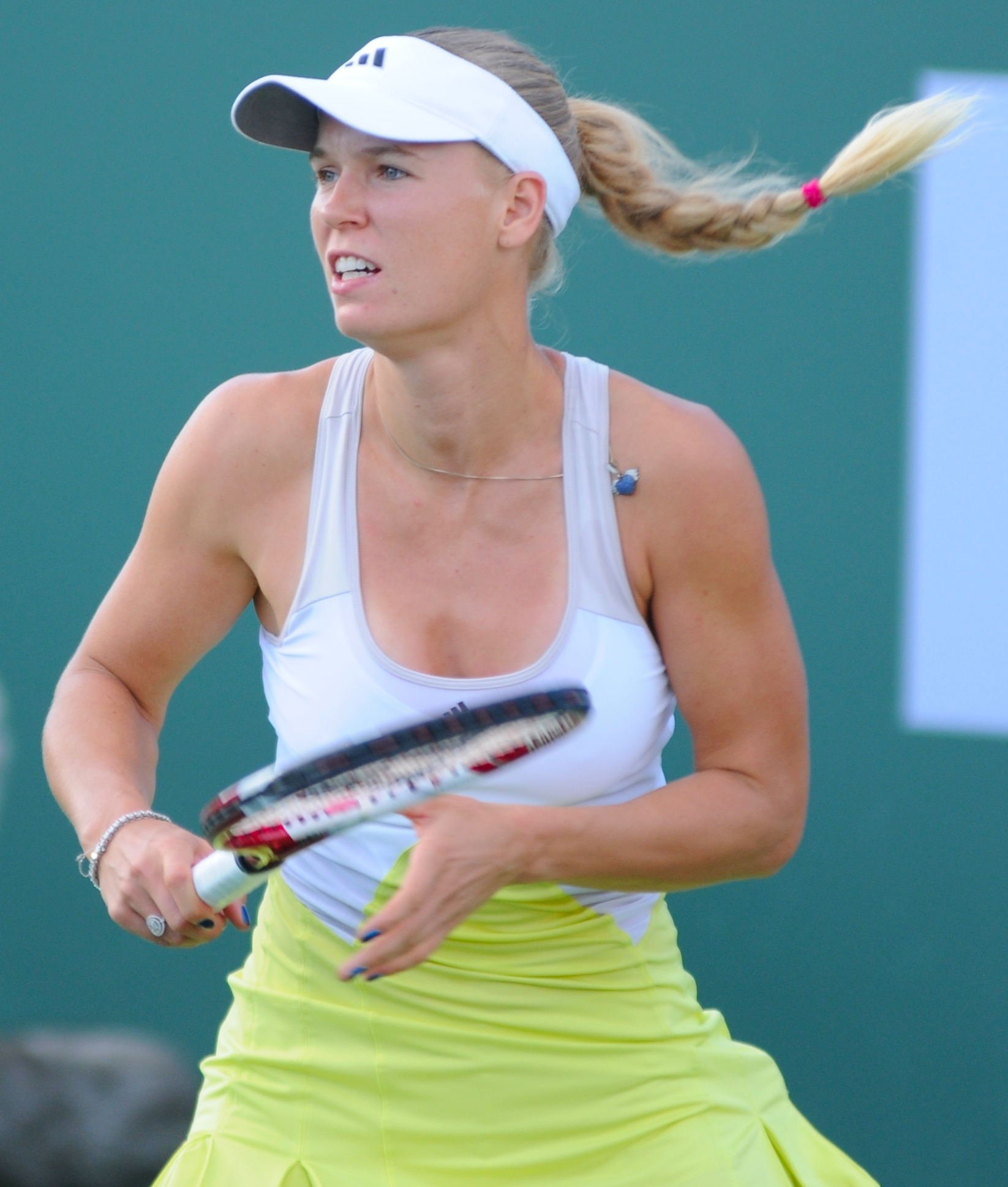
Caroline Wozniacká

| Stát               | Hráč                  | ATP1) | Nasazení |
| ------------------ | --------------------- | ----- | -------- |
| Srbsko             | Novak Djoković        | 1.    | 1.       |
| Švýcarsko          | Roger Federer         | 2.    | 2.       |
| Spojené království | Andy Murray           | 3.    | 3.       |
| Španělsko          | David Ferrer          | 4.    | 4.       |
| Španělsko          | Rafael Nadal          | 5.    | 5.       |
| Česko              | Tomáš Berdych         | 6.    | 6.       |
| Argentina          | Juan Martín del Potro | 7.    | 7.       |
| Francie            | Jo-Wilfried Tsonga    | 8.    | 8.       |
| Srbsko             | Janko Tipsarević      | 9.    | 9.       |
| Francie            | Richard Gasquet       | 10.   | 10.      |
| Španělsko          | Nicolás Almagro       | 11.   | 11.      |
| Chorvatsko         | Marin Čilić           | 12.   | 12.      |
| Francie            | Gilles Simon          | 13.   | 13.      |
| Argentina          | Juan Mónaco           | 14.   | 14.      |
| Spojené státy      | John Isner            | 15.   | 15.      |
| Japonsko           | Kei Nišikori          | 16.   | 16.      |
| Kanada             | Milos Raonic          | 17.   | 17.      |
| Švýcarsko          | Stanislas Wawrinka    | 18.   | 18.      |
| Německo            | Tommy Haas            | 19.   | 19.      |
| Itálie             | Andreas Seppi         | 20.   | 20.      |
| Německo            | Philipp Kohlschreiber | 21.   | 21.      |
| Ukrajina           | Alexandr Dolgopolov   | 22.   | 22.      |
| Spojené státy      | Sam Querrey           | 23.   | 23.      |
| Polsko             | Jerzy Janowicz        | 24.   | 24.      |
| Francie            | Jérémy Chardy         | 25.   | 25.      |
| Slovensko          | Martin Kližan         | 26.   | 26.      |
| Německo            | Florian Mayer         | 27.   | 27.      |
| Francie            | Julien Benneteau      | 28.   | 28.      |
| Španělsko          | Fernando Verdasco     | 29.   | 29.      |
| Rusko              | Michail Južnyj        | 30.   | 30.      |
| Bulharsko          | Grigor Dimitrov       | 31.   | 31.      |
| Spojené státy      | Mardy Fish            | 32.   | 32.      |

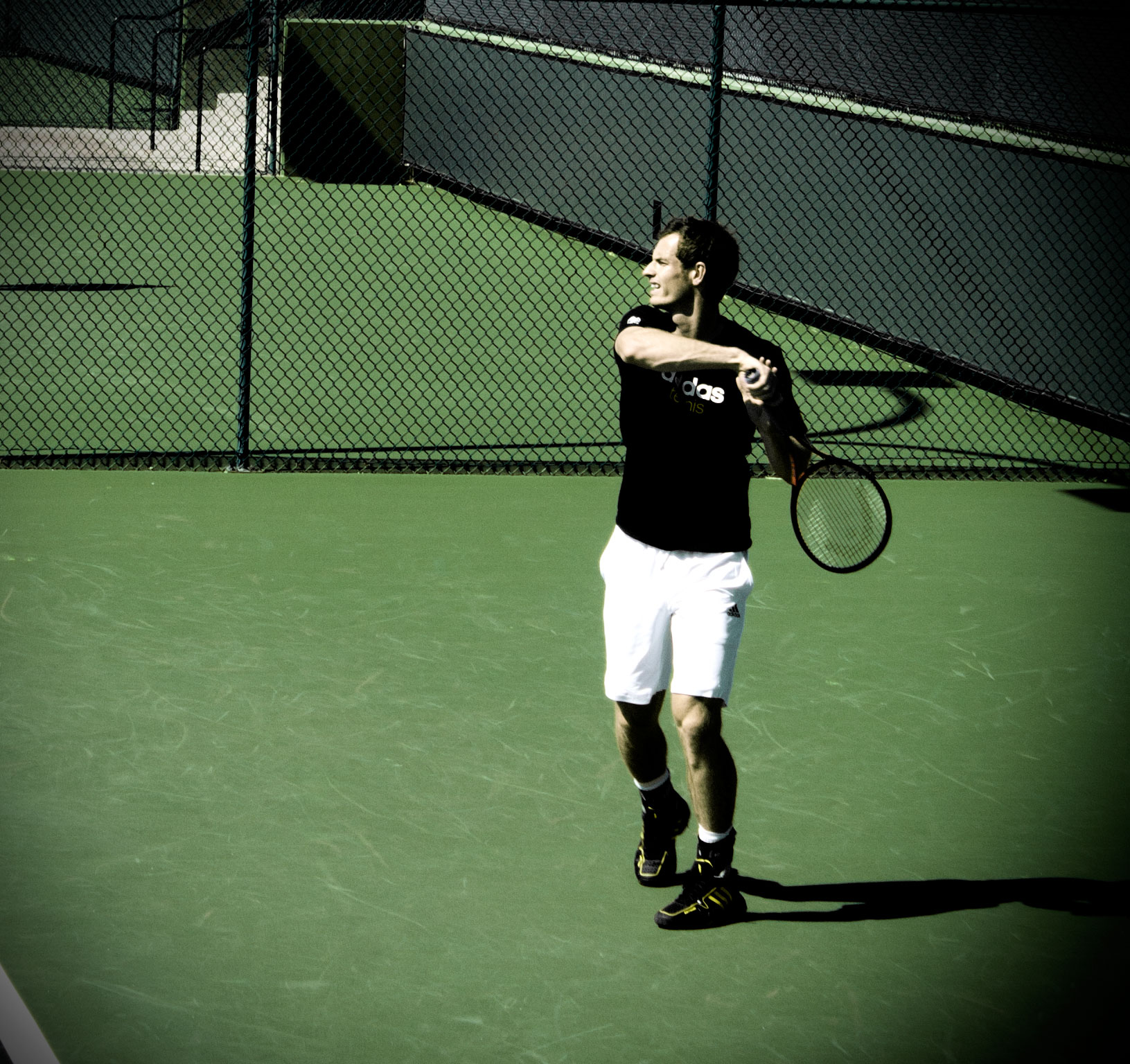
Andy Murray

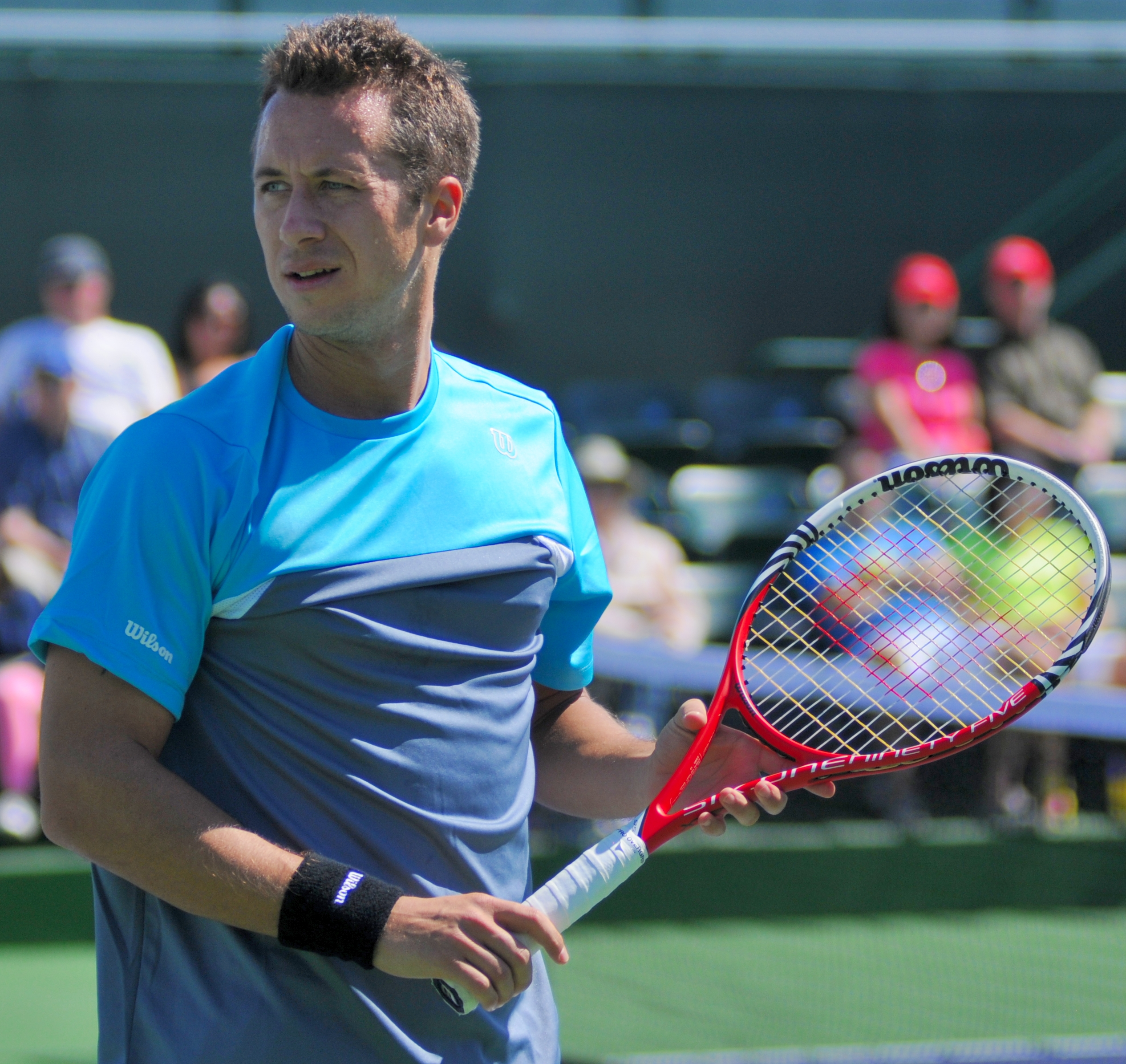
Philipp Kohlschreiber

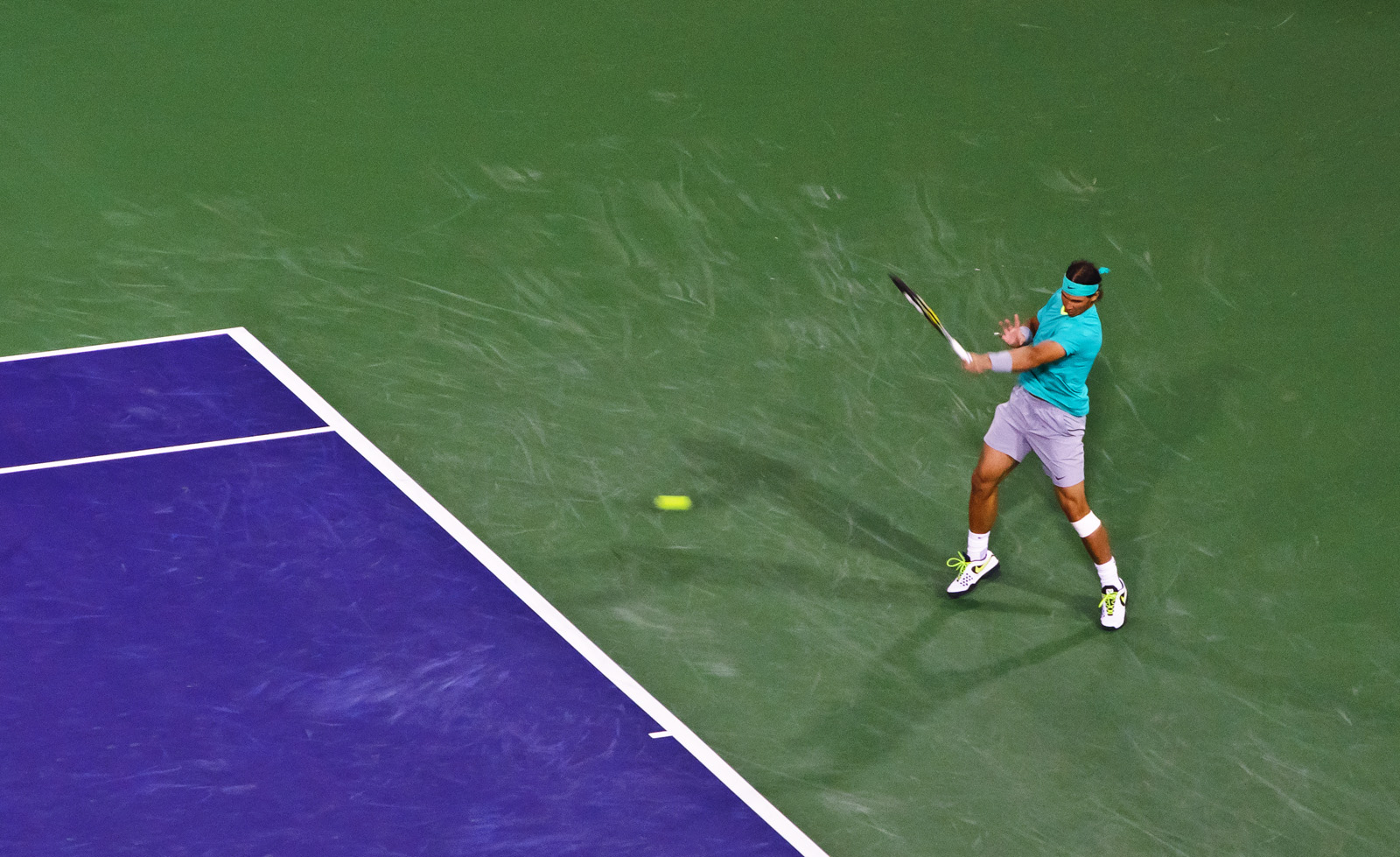
Vítěz Rafael Nadal

- 1) Žebříček ATP ke 4. březnu 2013.

### Jiné formy účasti
Následující hráčí obdrželi divokou kartu do hlavní soutěže:
- James Blake[3]
- Steve Johnson[3]
- Tommy Robredo[3]
- Tim Smyczek[3]
- Jack Sock

Následující hráči postoupili z kvalifikace:
- Daniel Brands
- Matthew Ebden
- Ernests Gulbis
- Ivo Karlović
- Daniel Muñoz de la Nava
- Wayne Odesnik
- Guido Pella
- Philipp Petzschner
- Vasek Pospisil
- Bobby Reynolds
- Dmitrij Tursunov
- Mischa Zverev

### Odhlášení
- Brian Baker
- Radek Štěpánek
- Grega Žemlja

## Mužská čtyřhra

### Nasazení
| Stát          | Hráč                | Stát          | Hráč              | ATP1 | Nasazení |
| ------------- | ------------------- | ------------- | ----------------- | ---- | -------- |
| Spojené státy | Bob Bryan           | Spojené státy | Mike Bryan        | 2.   | 1.       |
| Španělsko     | Marcel Granollers   | Španělsko     | Marc López        | 7.   | 2.       |
| Indie         | Mahesh Bhupathi     | Kanada        | Daniel Nestor     | 16.  | 3.       |
| Bělorusko     | Max Mirnyj          | Rumunsko      | Horia Tecău       | 16.  | 4.       |
| Švédsko       | Robert Lindstedt    | Srbsko        | Nenad Zimonjić    | 27   | 5        |
| Pákistán      | Ajsám Kúreší        | Nizozemsko    | Jean-Julien Rojer | 27.  | 6.       |
| Rakousko      | Jürgen Melzer       | Indie         | Leander Paes      | 36.  | 7.       |
| Polsko        | Mariusz Fyrstenberg | Polsko        | Marcin Matkowski  | 37.  | 8.       |

- 1 Žebříček ATP ke 4. březnu 2013; číslo je součtem žebříčkového postavení obou členů páru.

### Jiné formy účasti
Následující páry obdržely divokou kartu do hlavní soutěže:
- James Blake /  Mardy Fish
- Andy Murray /  Jamie Murray

## Ženská dvouhra

### Nasazení
| Stát          | Hráčka                     | WTA1) | Nasazení |
| ------------- | -------------------------- | ----- | -------- |
| Bělorusko     | Viktoria Azarenková        | 2.    | 1.       |
| Rusko         | Maria Šarapovová           | 3.    | 2.       |
| Polsko        | Agnieszka Radwańská        | 4.    | 3.       |
| Německo       | Angelique Kerberová        | 6.    | 4.       |
| Česko         | Petra Kvitová              | 7.    | 5.       |
| Itálie        | Sara Erraniová             | 8.    | 6.       |
| Austrálie     | Samantha Stosurová         | 9.    | 7.       |
| Dánsko        | Caroline Wozniacká         | 10.   | 8.       |
| Francie       | Marion Bartoliová          | 11.   | 9.       |
| Rusko         | Naděžda Petrovová          | 12.   | 10.      |
| Srbsko        | Ana Ivanovićová            | 13.   | 11.      |
| Slovensko     | Dominika Cibulková         | 14.   | 12.      |
| Rusko         | Maria Kirilenková          | 15.   | 13.      |
| Itálie        | Roberta Vinciová           | 16.   | 14.      |
| Spojené státy | Sloane Stephensová         | 17.   | 15.      |
| Česko         | Lucie Šafářová             | 18.   | 16.      |
| Rusko         | Jekatěrina Makarovová      | 19.   | 17.      |
| Srbsko        | Jelena Jankovićová         | 21.   | 18.      |
| Česko         | Klára Zakopalová           | 22.   | 19.      |
| Tchaj-wan     | Sie Šu-wej                 | 23.   | 20.      |
| Německo       | Julia Görgesová            | 24.   | 21.      |
| Spojené státy | Varvara Lepčenková         | 25    | 22       |
| Rakousko      | Tamira Paszeková           | 26.   | 23.      |
| Německo       | Mona Barthelová            | 27.   | 24.      |
| Španělsko     | Carla Suárezová Navarrová  | 28.   | 25.      |
| Rusko         | Anastasija Pavljučenkovová | 29.   | 26.      |
| Rumunsko      | Sorana Cîrsteaová          | 30.   | 27.      |
| Belgie        | Kirsten Flipkensová        | 31.   | 28.      |
| Rusko         | Jelena Vesninová           | 32.   | 29.      |
| Belgie        | Yanina Wickmayerová        | 33.   | 30.      |
| Kazachstán    | Jaroslava Švedovová        | 34.   | 31.      |
| Čína          | Pcheng Šuaj                | 35.   | 32.      |

- 1) Žebříček WTA k 25. únoru 2013.

### Jiné formy účasti
Následující hráčky obdržely divokou kartu do hlavní soutěže:
- Jill Craybasová
- Kimiko Dateová[3]
- Madison Keysová[3]
- Bethanie Matteková-Sandsová[3]
- Kristina Mladenovicová[3]
- Šachar Pe'erová[3]
- Maria Sanchezová[3]
- Taylor Townsendová[3]

Následující hráčky postoupily z kvalifikace:
- Mallory Burdetteová
- Casey Dellacquová
- Stéphanie Foretzová Gaconová
- Sesil Karatančevová
- Michelle Larcherová de Britová
- Mirjana Lučićová Baroniová
- Grace Minová
- Garbiñe Muguruzaová
- Olga Pučkovová
- Mónica Puigová
- Jelina Svitolinová
- Lesja Curenková
  -  Stefanie Vögeleová – jako šťastná poražená

#### Odhlášení
- Petra Cetkovská
- Camila Giorgiová
- Kaia Kanepiová
- Sabine Lisická
- Li Na
- Anna Tatišviliová
- Serena Williamsová (kontinuální bojkot turnaje od sezóny 2002)
- Venus Williamsová (kontinuální bojkot turnaje od sezóny 2002)
- Aleksandra Wozniaková

## Ženská čtyřhra

### Nasazení
| Stát          | Hráčka                      | Stát          | Hráčka                      | WTA1 | Nasazení |
| ------------- | --------------------------- | ------------- | --------------------------- | ---- | -------- |
| Itálie        | Sara Erraniová              | Itálie        | Roberta Vinciová            | 2.   | 1.       |
| Česko         | Andrea Hlaváčková           | Česko         | Lucie Hradecká              | 9.   | 2.       |
| Rusko         | Naděžda Petrovová           | Slovinsko     | Katarina Srebotniková       | 15.  | 3.       |
| Rusko         | Jekatěrina Makarovová       | Rusko         | Jelena Vesninová            | 15.  | 4.       |
| Spojené státy | Liezel Huberová             | Španělsko     | María José Martínez Sánchez | 24.  | 5.       |
| Španělsko     | Nuria Llagostera Vives      | Čína          | Čeng Ťie                    | 27.  | 6.       |
| Spojené státy | Raquel Kopsová-Jonesová     | Spojené státy | Abigail Spearsová           | 31.  | 7.       |
| Spojené státy | Bethanie Matteková-Sandsová | Indie         | Sania Mirzaová              | 35.  | 8.       |

- 1 Žebříček WTA k 25. únoru 2013; číslo je součtem žebříčkového postavení obou členek páru.

### Jiné formy účasti
Následující páry obdržely divokou kartu do hlavní soutěže:
- Jelena Jankovićová /  Mirjana Lučićová Baroniová
- Angelique Kerberová /  Andrea Petkovicová
- Světlana Kuzněcovová /  Flavia Pennettaová
- Petra Kvitová /  Yanina Wickmayerová

## Přehled finále

### Mužská dvouhra
- Rafael Nadal vs.  Juan Martín del Potro, 4–6, 6–3, 6–4

Nadal získal třetí singlový a celkově pátý titul z Indian Wells. Výhra pro něj znamenala padesáté třetí vítězství kariéry a v kategorii ATP Masters 1000 rekordní dvacátý druhý triumf.

### Ženská dvouhra
- Maria Šarapovová vs.  Caroline Wozniacká 6–2, 6–2

Šarapovová vyhrála druhý titul z Indian Wells a celkově dvacátý osmý titul kariéry.

### Mužská čtyřhra
- Bob Bryan /  Mike Bryan vs.  Treat Conrad Huey /  Jerzy Janowicz 6–3, 3–6, [10–6]

### Ženská čtyřhra
- Jekatěrina Makarovová /  Jelena Vesninová vs.  Naděžda Petrovová /  Katarina Srebotniková 6–0, 5–7, [10–6]